# The Devil in I
The Devil in I (срп. Ђаво у "ја" (мени)) сингл је Слипнота, метал бенда из њиховог петог албума, .5: The Gray Chapter.То је њихов други сингл из тог албума и први да буде издат на радио и музичке канале, са претходним синглом "The Negative One" који је доступан једино у дигиталном формату.

## Публикација
Убрзо после показивања "The Negative One", друго одбројавање је постављено на Слипнот-овом званичном сајту тражећи од фанова да 11. августа 2014. у 10 часова ујутру дођу за "специјално обавештење". Обавештење је било одложено, али показало омот за њихов сингл "The Devil in I".

## Критике
Blabbermouth.net је за овај сингл објавио енгл.  као и да енгл. .